# Countdown (Nederland)
Countdown (Engels voor 'aftellen') was een muziekprogramma van de Nederlandse publieke omroep Veronica geproduceerd door Rob de Boer Productions B.V. met een eigen podium, waar jarenlang nationale en internationale muziekgrootheden optraden. Dat podium was de televisiestudio Concordia in Bussum, dat zou uitgroeien tot een belangrijke locatie in de geschiedenis van commerciële muziekzenders. Zo begonnen Sky Radio, Radio 538 en The Music Factory (TMF) met uitzenden vanuit dit pand. Concordia werd lange tijd door TMF/MTV gebruikt als kantoor en opnamestudio, maar 16 februari 2007 was de laatste dag voor MTV en TMF in studio Concordia.

## Verloop Countdown
Countdown startte op 11 oktober 1978 en werd mede in de ruim 3 jaar dat Adam Curry het programma presenteerde (van juni 1984 t/m medio oktober 1987) zeer populair. Het programma stopte op 1 september 1993, exact 2 jaar voordat Veronica uit het publieke omroepbestel stapte en commercieel ging. De presentatie van Countdown heeft onder meer in handen gelegen van Lex Harding, Adam Curry, Simone Walraven, Jasper Faber, Erik de Zwart, Wessel van Diepen, Jeroen van Inkel, Rob Stenders en Simone Angel. Vaste onderdelen waren onder andere de top 10 van de Nederlandse Top 40 en de nieuwe Veronica Alarmschijf, die vrijwel elk uur tijdens de vrijdag uitzendingen op Hilversum 3 en vanaf 6 december 1985 op De Volle Vrijdag op vanaf dan Radio 3 werd gedraaid.
In 2003 was het programma even terug bij het nu commerciële Veronica onder de naam Countdown: The Files. Het ging hierbij om een programma dat de oude optredens liet zien; het werd gepresenteerd door Suzanne Klemann. In 2004 kwam Countdown weer op televisie. Deze editie werd gepresenteerd door Jeroen Kijk in de Vegte en Birgit Schuurman. Regie was in handen van Leo van der Goot, Jeroen Kamphoff en Frank Timmer. Producent Rob de Boer en eindredactie deed Peter Adrichem.

## Countdown internationaal
In de jaren '80 was Countdown ook internationaal te zien, eerst op Europa TV, later bij Sky Channel en op DDR TV Elf 99. In totaal werd het op zijn hoogtepunt in 22 landen uitgezonden.

## Countdown op radio
Naast de tv-versie is er sinds mei 1982 ook een radio variant: Countdown Café. Deze was van medio mei 1982 t/m eind november 1985 te horen op de vrijdagavond op Hilversum 3 en vanaf 6 december 1985 t/m 2 oktober 1992 op Radio 3. Door de invoering van de nieuwe horizontale programmering op het vernieuwde Radio 3 per 5 oktober 1992, verhuisde de vaste uitzenddag van Veronica per 11 oktober 1992 naar de zaterdag. Hier werd het programma op de zaterdagavond tussen 22:00 en 00:00 uitgezonden t/m de laatste Veronica op zaterdag op 26 augustus 1995. Per vrijdag 1 september 1995 zou Veronica uit het publieke omroepbestel stappen voor een commercieel avontuur. Van eind 1995 tot eind 1997 is het programma op Kink FM uitgezonden. 
Sinds 6 februari 2015 keert het terug op Radio Veronica op vrijdagavond van 20:00 tot 00:00 uur. Dit programma wordt gepresenteerd door Kees Baars en Dennis Hoebee. Baars presenteerde dit programma ook in de jaren tachtig met Alfred Lagarde op de volle vrijdag bij Veronica op Radio 3. Eind oktober 2016 maakte Radio Veronica bekend dat het per 1 januari 2017 stopt met Countdown Café omdat het programma niet meer zou passen in de nieuwe identiteit van het station. Vrijdag 2 december 2016 was de laatste uitzending vanuit De Vorstin in Hilversum. Het radioprogramma maakte een regionale doorstart bij NH Radio met Baars als presentator. Het programma wordt opgenomen in Q-Factory Amsterdam.

## Archief
In augustus 2016 wordt het Countdown beeld- en geluid archief van eigenaar SBS Broadcasting verkocht aan het Amerikaanse bedrijf Reelin In The Years van David Peck en het Nederlandse mediabedrijf Double 2 van Jan Douwe Kroeske waarmee 5000 uur aan uniek beeldmateriaal is gedigitaliseerd en gearchiveerd.
Per mei 2021 is beeldmateriaal uit het omvangrijke Countdown/Veronica archief (1978-1993) te zien op het eigen Countdown YouTube-kanaal. Op 22 en 29 mei 2022 werd door de publieke omroep NTR op NPO 3 een tweedelige tv-documentaire uitgezonden: The Story of Countdown.